# 鲍勃·比默
罗伯特·约瑟夫·"鲍勃"·比默（英語：Robert Joseph "Bob" Beemer）是一个美国混音师，赢得过4次奥斯卡金像奖。

## 早年经历
鲍勃·比默于1955年2月8日出生于加利福尼亚州好莱坞的天使女王医院。1973年毕业于洛杉矶洛约拉高中，在加利福尼亚州洛杉矶洛约拉马利蒙特大学学习传播艺术和英语，1977年在这两个领域获得双学士学位。他总是着迷于声音，后成为电影混音的专家。他的第一个专业录音作品是迷你剧根（1977）。

## 精选影视作品
比默曾赢得了4次奥斯卡最佳音响效果奖，并获得3次提名。
获奖：
- 生死时速 (1994)[1]
- 角斗士 (2000)[2]
- 灵魂歌王 (2004)[3]
- 梦女孩 (2006)[4]

提名：
- 绝岭雄风（英语：Cliffhanger (film)） (1993)[5]
- 独立日 (1996)[6]
- 毁灭之路 (2002)[7]